# Kalmarsund
Der Kalmarsund ist die Meerenge und das Fahrwasser zwischen der schwedischen Provinz Kalmar län auf dem Festland und der schwedischen Ostsee-Insel und Provinz Öland. Der geringste Abstand zwischen dem Festland und Öland beträgt etwa drei Kilometer. Der Name bezieht sich auf die Stadt Kalmar. Unmittelbar nördlich der Stadt führt die Ölandsbron von Kalmar nach Färjestaden auf Öland.
Der Kalmarsund ist das Herkunftsgebiet des Kalmarsund-Sandsteins, eines wichtigen Leitgeschiebes.
Mitten im nördlichen Kalmarsund liegt die kleine Insel Blå Jungfrun mit dem gleichnamigen Nationalpark.

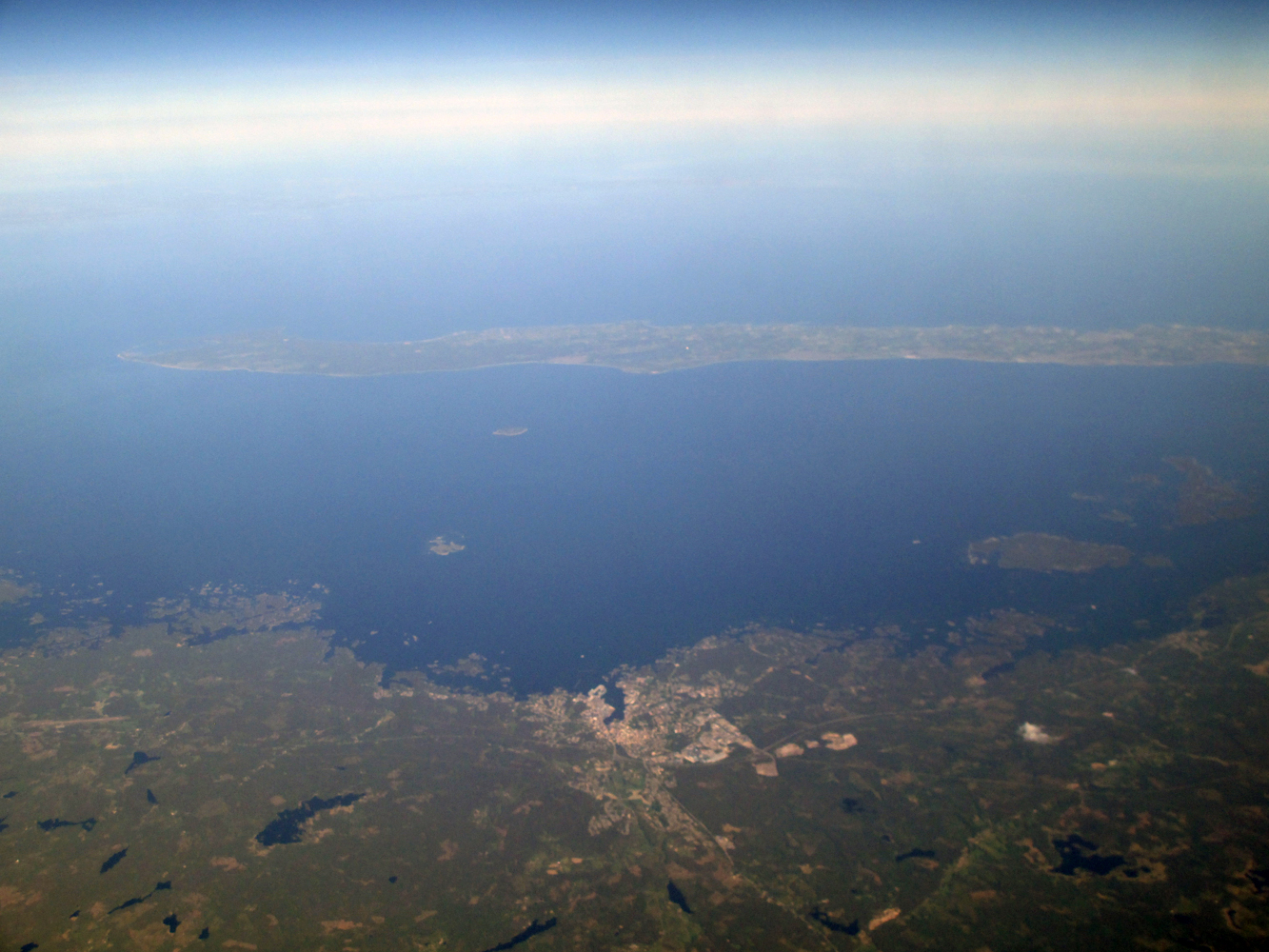
Kalmarsund, Luftaufnahme. Im Hintergrund die Insel Öland

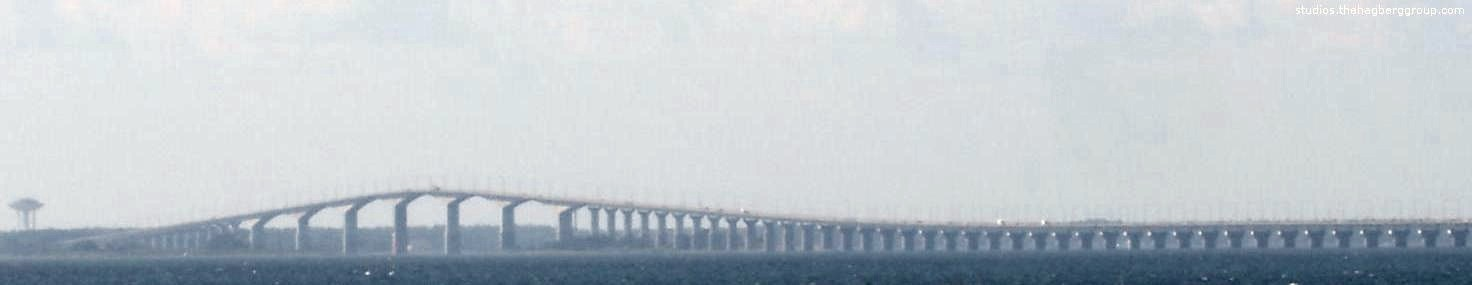
Ölandbrücke, von Öland aus gesehen